# شیالاتلی
شیالاتییلی یا شیالاتلی که همچنین به شیلیاتیلی نیز معروف است، نوعی پاستای کوتاه و ضخیم با مقطع مستطیلی و شکلی تقریباً مستقیم اما کمی نامنظم و منحنی است. این پاستا معمولاً در آشپزی مدرن کامپانیا رایج است و منشأ آن به ساحل آمالفی به عنوان تخصص یک سرآشپز برمی‌گردد، اما در مناطق نزدیک آن مانند کالابریا و باسیلیکاتا (به ترتیب در منطقه کاتانزارو و پوتنزا) نیز رواج یافته است.

## ریشه‌شناسی
شیالاتیلی ممکن است از زبان ناپلی scigliatiello یا sciliatiello آمده باشد، که یک اشتقاق از فعل sciglià ('به هم زدن') است، و به‌طور تقریبی به «چروکیده» ترجمه می‌شود: شیالاتیلی وقتی در یک ظرف قرار می‌گیرند مانند نوارهای «چروکیده» پاستا به نظر می‌رسند، زیرا هر نوار به صورت دستی و به سادگی با چاقوی آشپزخانه برش داده شده، شکلی کمی نامنظم دارد. نظریه دیگری دربارهٔ نام این پاستا این است که از scialà ('لذت بردن' یا 'صرف کردن زیاد') و tiella ('تابه') آمده است، هرچند ممکن است یک ریشه‌شناسی عامیانه باشد که ناشی از دگرگونی زبانی کلمه اصلی است.

## تاریخچه
شیالاتیلی یک نوآوری جدید است، در مقایسه با بسیاری از اشکال دیگر پاستای ایتالیایی. سرآشپز ایتالیایی انریکو کازنتینو این شکل را در اواخر دهه ۱۹۶۰ در زادگاهش آمالفی ابداع کرد، در حالی که در یک رستوران محلی کار می‌کرد. و در سال ۱۹۷۸ به رسمیت شناخته شد، زمانی که او جایزه سرآشپز را در یک مسابقه بین‌المللی آشپزی به دست آورد.